# Пецо Златев
Петър Златев Тодоров, по-известен като Пецо Златев, е български архитект.

## Биография
Роден е на 31 юли 1905 г. в Литаково, Софийска област. През 1936 г. завършва Висшето техническо училище в Прага. След това работи в частно архитектурно бюро, а от 1954 г. – в „Главпроект“. Проектира множество жилищни кооперативни сгради. Негови проекти са сградата на Столична община на ул. „Московска“ (1951), сградата на Драматичен театър „Антон Страшимиров“ в Разград (1950), а заедно с Димитър Романов – сградата на Драматичен театър „Сава Доброплодни“ в Силистра (1972). Ръководител е на колектива от „Главпроект“ за проектирането на сградата на Партийния дом в София. Умира на 4 юли 1981 г.